# Anneau pour autobloquant
Ne doit pas être confondu avec anneau de sangle.
Pour un article plus général, voir Matériel d'escalade.
Un anneau pour autobloquant ou anneau pour nœud autobloquant, nommé par abréviation autobloquant ou plus couramment ficelou dans le milieu de l'escalade, est un anneau de cordelette permettant de confectionner un nœud autobloquant.
Ce nœud autobloquant réalisé avec l'anneau a pour fonction de créer un ancrage mobile par étranglement sur la corde d'assurage sous le poids de l'utilisateur, ceci afin de  sécuriser une progression sur corde. L'anneau permet de réaliser des nœuds d'amarrage ou nœuds autobloquants de type Machard ou Prusik. Ce type d'ancrage mobile est utilisé dans les domaines sportifs comme l'alpinisme, l'escalade, le canyoning ou la spéléologie ainsi que dans les domaines professionnels de la verticalité que sont l'élagage ou le cordisme. Cet amarrage textile peut servir de secours en cas de perte ou dysfonctionnement du système de bloqueur mécanique principal.

## Objectif
Fixé au baudrier directement via son mousqueton de sécurité, ou indirectement via un brin de la longe de progression ou un anneau de sangle reliés au baudrier, le ficelou tressé autour de la corde tendue et bloqué par le poids de l'utilisateur permet de créer un appui fixe directement sur la corde ou de sécuriser une progression. On l'utilise alors pour effectuer une remontée sur corde, pour sécuriser une descente en rappel ou pour un créer un renvoi de mouflage. Il fait partie des équipements de protection individuelle contre les chutes du grimpeur. Pour les professionnels, la corde existe en version ouverte avec deux ganses de terminaisons cousues indépendantes verrouillables au mousqueton de sécurité.

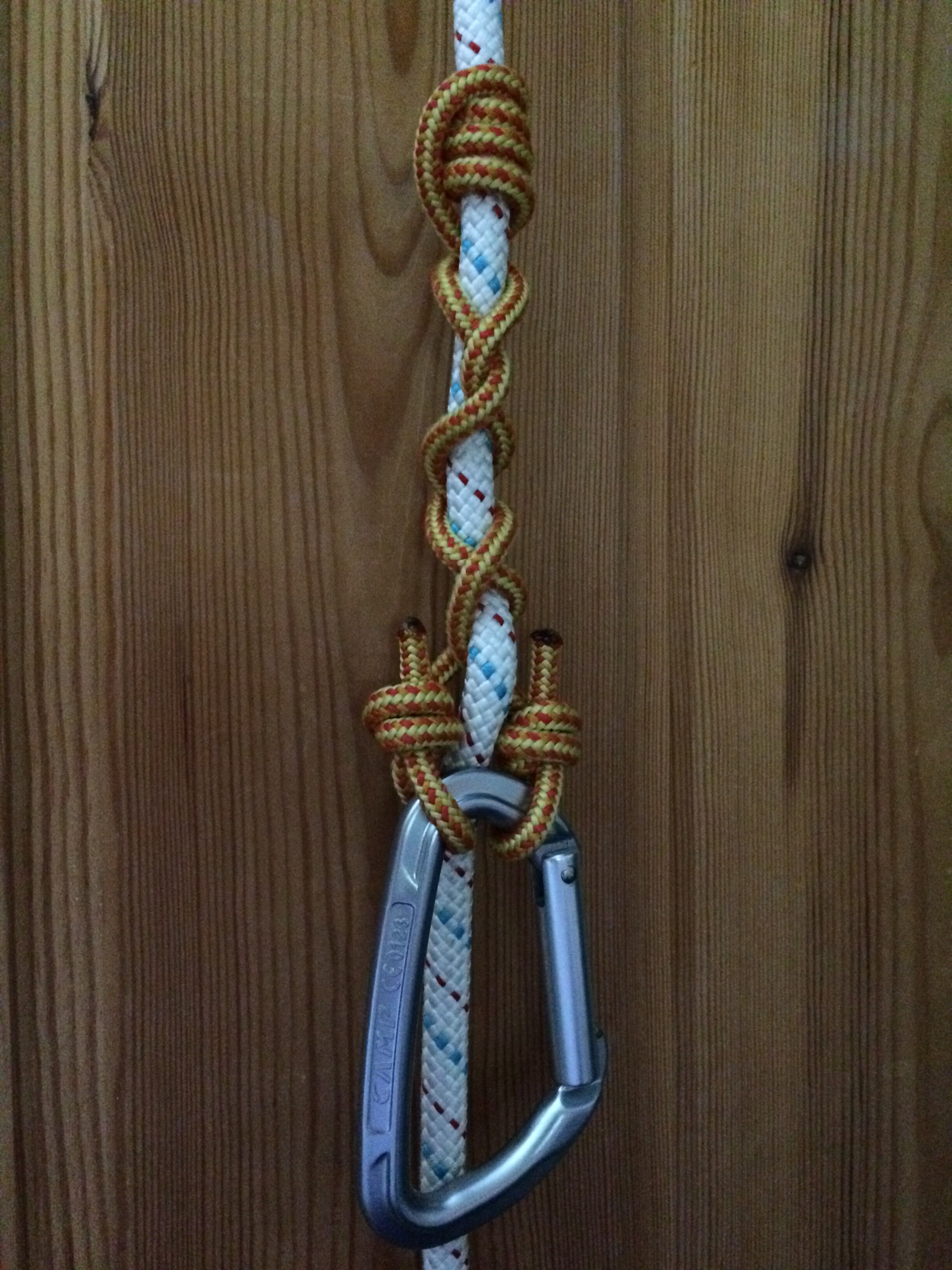
Nœud de Machard tressé effectué avec une cordelette ouverte.
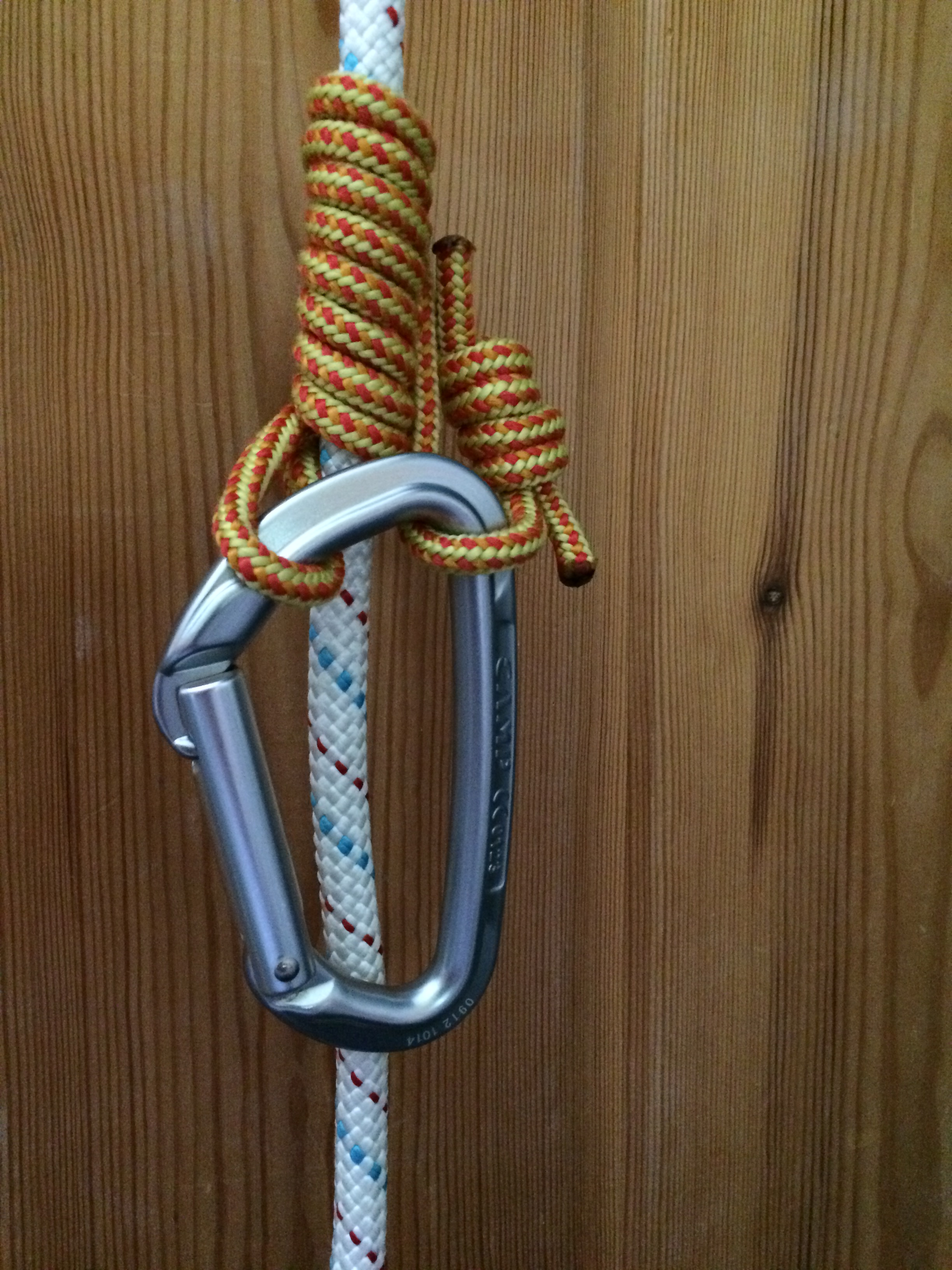
Nœud de Machard simple réalisé avec un anneau de cordelette.

## Norme européenne
Pour l'escalade et l'alpinisme, l'anneau doit être conforme à la norme CE EN 566,. Pour les professionnels du travail en hauteur c'est la norme CE EN 795 type B et concerne les ancrages mobiles associés à la norme EN 354 relative au textile utilisé sur ces anneaux de sécurité.

## Préparation

### Conception de l'anneau
Un anneau autobloquant est constitué d'un morceau de cordelette statique, avec une gaine d'aramide pour résister à la fusion, de 5,5 à 12 mm de diamètre selon l'usage sportif ou professionnel et refermée sur lui-même par une couture effectuée par un professionnel certifié. Les anneaux pour les professionnels de la verticalité, en particulier pour l'élagage, ont un diamètre en général de 8 à 12 mm plus adapté aux cordes professionnelles plus grosses et avec une structure de gaine plus structurée pour faciliter l'accroche et donc la remontée.

#### Auto-conception
Il est possible de le réaliser soi-même un anneau autobloquant. Un anneau autobloquant d'usage courant de 60 cm de long est réalisé avec morceau de 1,5 m de cordelette statique de 7 mm de diamètre. Il est refermé sur lui-même en effectuant un nœud de pêcheur double pour joindre les deux extrémités en les laissant dépasser les brins courants d'environ 7 cm, soit l'équivalent d'une main de chaque coté. Enfin, il est impératif de bien serrer et de tirer sur chaque brin indépendamment pour limiter les risques de glissement du nœud.

#### Différentes tailles
Pour un ancrage sur corde à double, un anneau de 35 cm convient uniquement avec un nœud de Prussik. Avec les nœuds de Machard simple et Machard français, un anneau de 50 cm convient pour les cordes à double fines inférieures à 8 mm et un anneau de 60 cm pour les cordes à simple et à doubles les plus grosses.

### Conditionnement et rangement
Le ficelou est replié et accroché au porte-matériel du baudrier. Il est possible et conseillé d'effectuer un nœud de cabestan pour le lier à son mousqueton de sécurité de façon à le rendre imperdable durant les manipulations. Ensuite, un tressage sommaire permet de limiter les risques d'accrochage aux éléments naturels ou aux autres matériels durant la progression.

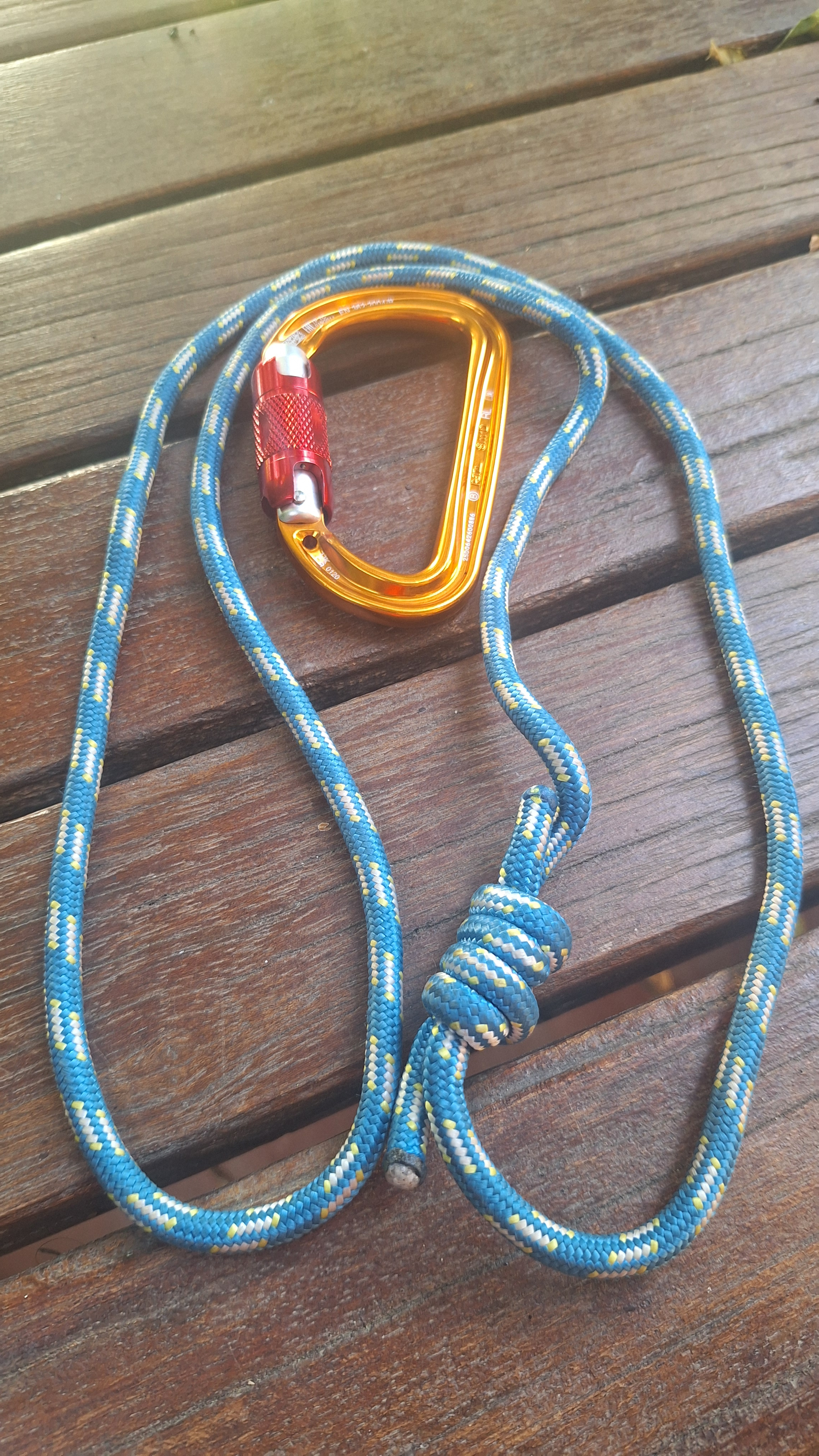
Ficelou et son mousqueton de sécurité désolidarisé.
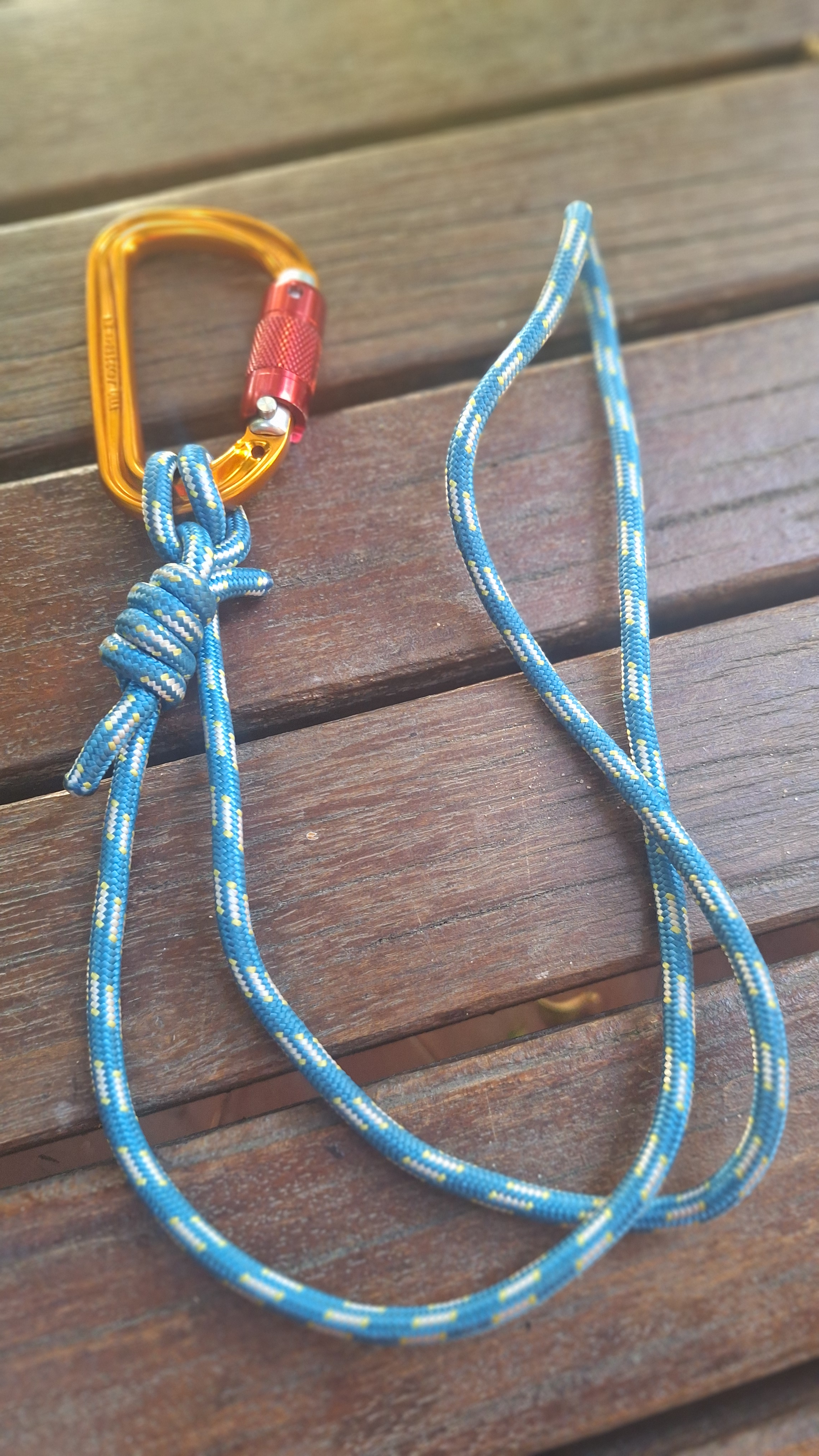
Ficelou sécurisé sur le mousqueton par un nœud de cabestan pour le rendre imperdable.
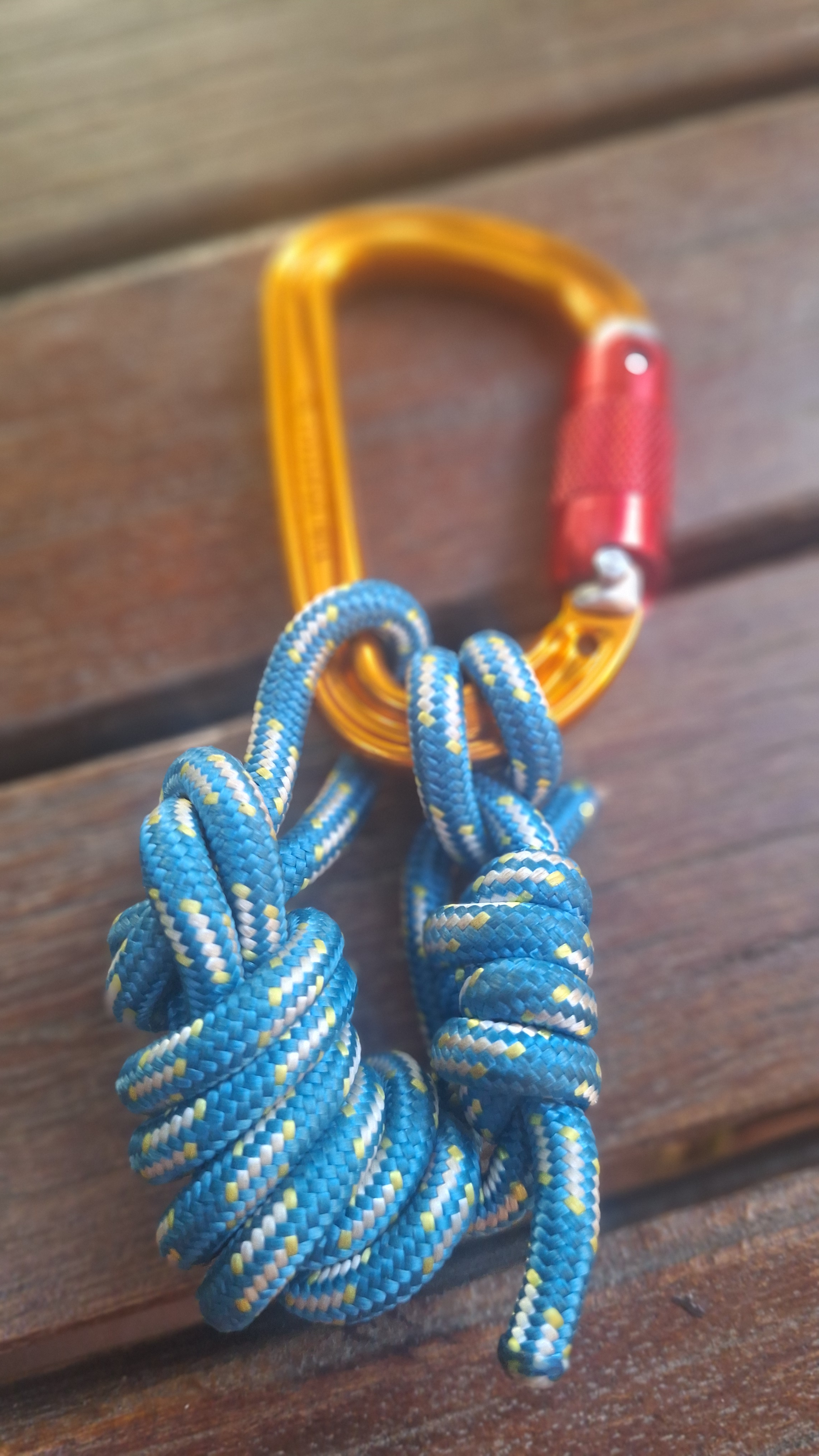
Ficelou rangé, prêt à mettre au baudrier, pour éviter les interactions avec les autres matériels.

## Utilisation
Le système autobloquant est réalisé avec l'anneau tressé autour de la corde de verticalité afin d'assurer le freinage progressif ou l'ancrage auxiliaire sur la corde principale à simple ou double brins. Le tressage forme des spires jointives selon le nœud choisi les plus courants de type nœud de Machard, nœud de Prusik ou noeud de Bachmann (en). Ces nœuds ont des qualités différentes selon le type de corde et les directions possibles de freinage.

### Nœuds d'ancrage mobiles
Les nœuds d'amarrage ou d'ancrage mobile sont multiples et chacun possède des avantages et inconvénients selon les différents paramètres que sont le sens de traction, le diamètre et la longueur du ficelou, le diamètre et l'état gelée ou humide de la corde, avec déblocage plus ou moins facile et la simplicité de réalisation.

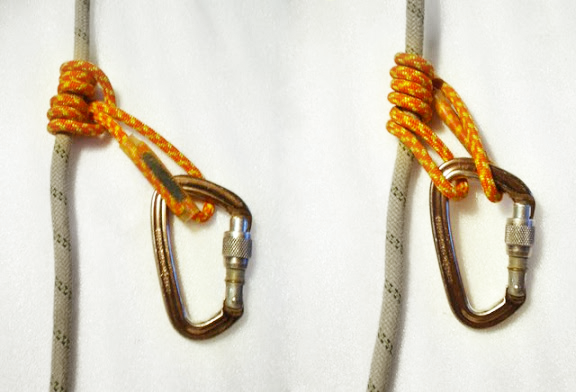
Anneaux de cordelette utilisés pour confectionner des autobloquants bidirectionnels, nœud de Prusik à gauche et nœud de Machard à droite.
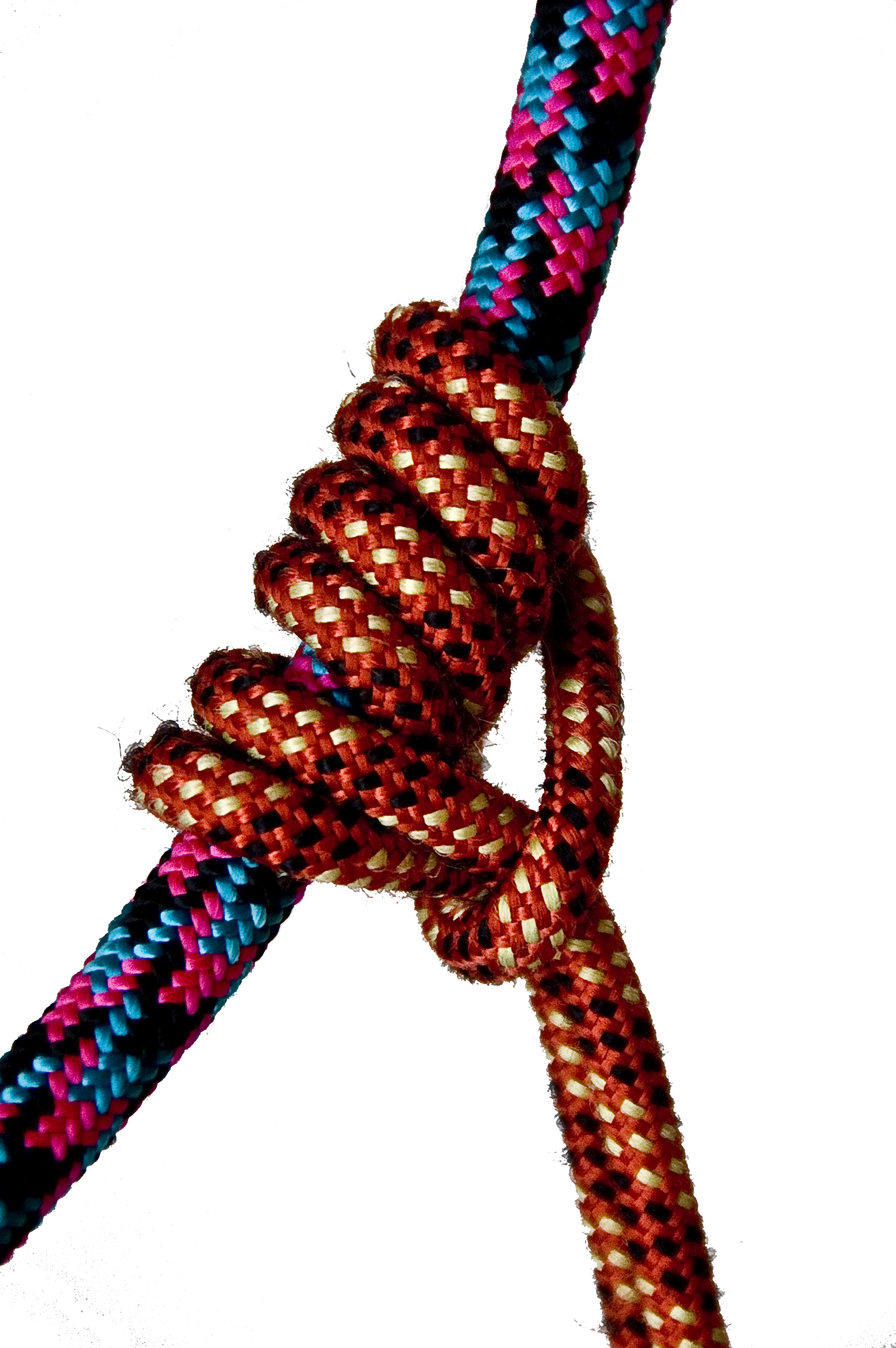
Nœud de Machard français unidirectionnel mais l'un des plus sûrs sur une corde gelée[9].
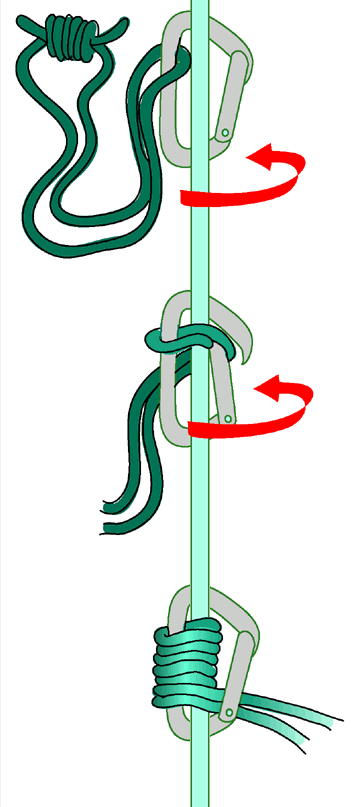
Nœud de Bachmann uni-directionnel réalisé avec le ficelou qui ganse la corde et le grand axe du mousqueton qui servira de poignée, rendant plus aisée la montée-descente de l'autobloquant.

### En descente en rappel
Le nœud autobloquant effectué, verrouillé au baudrier par un mousqueton de sécurité a pour rôle d'assurer la sécurité du grimpeur en descente en rappel. Il fonctionne sur corde à simple ou à double. Son rôle n'est pas de freiner la descente ni de l'amortir, ce qui est le rôle du descendeur positionné au-dessus, mais d'assurer un maintien de sécurité tel une troisième main en cas de lâcher des deux mains, pour démêler une corde par exemple ou retirer du matériel sur la voie.

### En remontée sur corde
En escalade en tête, le tirage et le poids du grimpeur ne permettent pas à l’assureur de le hisser sans risques lors d'une chute en dévers ou en surplomb. Une solution pour le grimpeur pendu à son harnais sur corde tendue est de rejoindre le dernier point d'ancrage en utilisant deux ficelou pour effectuer la remontée sur corde. Le premier ficelou sert d'ancrage mobile, positionné le plus haut avec un nœud de machard. Le grimpeur est longé avec le brin long sur ce premier autobloquant en auto-assurage sur la corde toujours tendue. Le deuxième ficelou tressé lui aussi avec un nœud de Machard est fixé à la longe courte et sert aussi de contre auto-assurage. Il est fixé sur la corde en dessous du premier et associé à un anneau de sangle pour alors servir de pédale sur le point fixe de hissage. Ce deuxième ficelou permet de remonter le premier ficelou jusqu’à atteindre le point d'ancrage supérieur.

### En mouflage
En grande voie ou en alpinisme, Le ficelou peut permettre d'aider un premier de cordée à assister un second en difficulté dans un pas difficile. Pour un mouflage simple, il est positionné sur la corde tendue coté second. Il sert d'ancre mobile pour effectuer une système de poulie de renvoi avec la corde côté assureur et permet de démultiplier sa force de traction.
Pour une aide ou assistance au passage du second plus délicate, passage de surplomb ou de dévers, le poids du grimpeur demande une démultiplication supérieure. Le mouflage mariner double permet alors avec deux ficelou de créer deux revois successifs,.